# Kućna tehnologija
Kućna tehnologija je uklučivanje primijenjenih znanosti u domaćinstvu,.Postoji mnogo gledišta kućne tehnologije; na jednom stupnju tu su: kućni uređaji‎, kućna automatizacija, računarske mreže, telefonski sistemi, hlađenje, grijanje, proizvodnja energije. Na drugom stupnju kućna tehnologija priznaje korištenje primijenjenih znanosti u izgradnji,  posebno ako je jedan od ciljeva tokom izgradnje energetska efikasnost ili samo dostatnost.